# Adriaan van der Burg

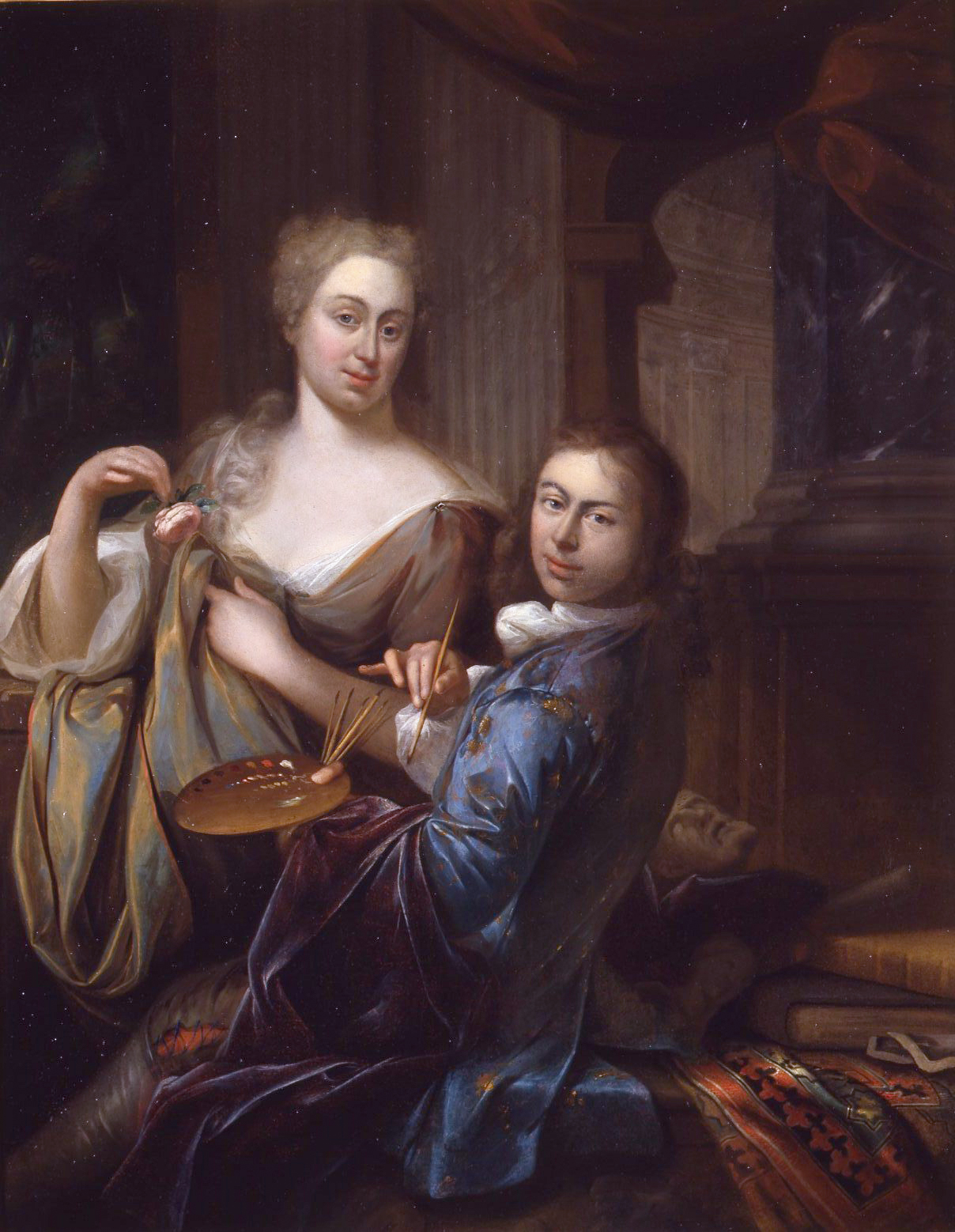
Adriaan van der Burg. De schilder en zijn vrouw. Koper, 48,6 x 39 cm (1729). Dordrechts Museum.

Adriaan van der Burg, ook bekend onder de namen A/V Burg, Adriaan van der Burch, Adriaen van der Burg, Adriaan van der Burgh en J. van den Burg (Dordrecht, 1693 - aldaar, 1733) was een Nederlandse kunstschilder.
Adriaan van der Burg was waarschijnlijk een leerling van Arnold Houbraken. Hij stond bij tijdgenoten vooral bekend als begenadigd portrettist van 'veele aanzienlijcke Luiden'. Zo liet de Hertog van Arenberg hem in 1728 naar Brussel overkomen om zijn portret te schilderen. Ook in Dordrecht kreeg hij opdrachten, onder andere voor regentenstukken. Een van zijn belangrijkste opdrachtgevers was de Dordtse koopman en verzamelaar Cornelis van Lill.
Adriaan van der Burg had de naam een nogal losbandige levenswijze te hebben en is slechts veertig jaar geworden. Hij heeft dan ook niet veel werk nagelaten. Aart Schouman was een leerling van hem.
Enige werken van hem hangen in het Dordrechts Museum en Huis Van Gijn.
- Bibliothèque nationale de France: cb149665668 (data)
- Biografisch Portaal: 08247577
- Digitale Bibliotheek voor de Nederlandse Letteren: burg031
- Gemeinsame Normdatei: 1259380181
- International Standard Name Identifier: 0000 0003 6263 4765
- Nederlandse Thesaurus van Auteursnamen: 273428926
- RKD-Nederlands Instituut voor Kunstgeschiedenis: 14138
- Union List of Artist Names: 500028344
- Virtual International Authority File: 226744598
- WorldCat: E39PBJv4jRDcJxrTT33TBmFYfq